# Shabba Ranks
Shabba Ranks, eigentlich Rexton Rawlston Fernando Gordon (* 17. Januar 1966 in Sturgetown, Jamaika), ist ein jamaikanischer Dancehall-Deejay. Er ist der erste Dancehall-Künstler, der einen Grammy gewann, und ist einer der weltweit bekanntesten Musiker Jamaikas.

## Leben
Shabba Ranks wuchs in Trenchtown auf, wo er als Zwölfjähriger begann, beim „Roots-Melody“-Soundsystem als Deejay zu arbeiten. Dort nahm er seine erste Single, Heat Under Sufferer’s Feet, unter dem Namen Co-Pilot auf, durch die Josey Wales auf ihn aufmerksam wurde. Er machte Shabba Ranks mit King Jammy bekannt, der einige Singles von Shabba Ranks produzierte. Später wechselte Shabba zum Label Digital B des Produzenten Bobby Digital. In seiner Zeit bei Digital B hatte er, unter anderem durch eine Kooperation mit Scritti Politti, erste Erfolge in Großbritannien. 1991 unterschrieb er bei Epic Records und veröffentlichte das Album As Raw as Ever, das 1992 den Grammy in der Kategorie beste Reggae-Aufnahme gewann. Im selben Jahr veröffentlichte er auch das Lied Dem Bow (Album Just Reality), dessen Rhythmus die Reggaeton-Bewegung stark beeinflusste.
Einen weiteren Grammy gewann er 1993 mit seinem zweiten Album X-Tra Naked. Auch zwei Sammlungen von Hits aus seiner jamaikanischen Zeit stiegen in die Charts ein. Das dritte Album A Mi Shabba beinhaltete zwar einige erfolgreiche Tunes wie Shine Eye Gal, blieb jedoch hinter den Erwartungen zurück. Das führte 1996 zum Ende der Zusammenarbeit mit Epic. Seitdem nahm Shabba Ranks noch einige Songs für jamaikanische Produzenten, vor allem King Jammy, auf.
In seiner Karriere hat Shabba Ranks darüber hinaus unter anderem mit Maxi Priest, Johnny Gill, Chuck Berry, Eddie Murphy, KRS-One, Busta Rhymes, P. Diddy, Mykal Rose und Cocoa Tea zusammengearbeitet.

## Kontroverse um Homophobie
Wie viele andere Dancehall-Künstler geriet auch Shabba Ranks wegen homophober Texte, sogenannter Battyman-Tunes, und Ansichten in die Kritik. 1992 forderte er in einer britischen Fernsehsendung die Kreuzigung Homosexueller. Diese Aussagen nahm er später auf Druck seines Labels zurück, was jedoch zu Popularitätseinbußen auf Jamaika führte. Man warf ihm dort Inkonsequenz vor.

## Diskografie

### Alben
| Jahr | Titel                | Höchstplatzierung, Gesamtwochen, AuszeichnungChartplatzierungen (Jahr, Titel, Platzierungen, Wochen, Auszeichnungen, Anmerkungen) | Höchstplatzierung, Gesamtwochen, AuszeichnungChartplatzierungen (Jahr, Titel, Platzierungen, Wochen, Auszeichnungen, Anmerkungen) | Höchstplatzierung, Gesamtwochen, AuszeichnungChartplatzierungen (Jahr, Titel, Platzierungen, Wochen, Auszeichnungen, Anmerkungen) | Höchstplatzierung, Gesamtwochen, AuszeichnungChartplatzierungen (Jahr, Titel, Platzierungen, Wochen, Auszeichnungen, Anmerkungen) | Anmerkungen |
| Jahr | Titel                | DE | AT | UK | US | Anmerkungen |
| ---- | -------------------- | --- | --- | --- | --- | ----------- |
| 1991 | As Raw as Ever       | — | — | UK51 (2 Wo.)UK | US89 Gold · (51 Wo.)US |             |
| 1992 | Rough & Ready Vol. 1 | DE82 (5 Wo.)DE | — | UK71 (2 Wo.)UK | US78 (11 Wo.)US |             |
| 1992 | X-Tra Naked          | DE91 (4 Wo.)DE | — | UK38 (6 Wo.)UK | US64 Gold · (28 Wo.)US |             |
| 1995 | A Mi Shabba          | — | — | — | US133 (4 Wo.)US |             |

Weitere Alben
- 1988: Best Baby Father
- 1988: Rough & Rugged (Chaka Demus vs. Shabba Ranks)
- 1989: Holding On (mit Home T und Cocoa Tea)
- 1990: Rappin’ with the Ladies
- 1990: Just Reality
- 1990: Golden Touch
- 1991: Rawer Than Ever: An Interview with KRS-1
- 1991: Raw Sound (Lovindeer with Special Guest Shabba Ranks)
- 1992: Mr. Maximum
- 1993: Hardcore Loving
- 1993: Rough & Ready Vol. 2
- 1993: No Competition (mit The Music Works Crew)
- 1997: The Best of Shabba Ranks (DJ Mix: Nick Bondz)

### Kompilationen
- 1991: Shabba Ranks and Friends
- 1994: Two Tough (mit Chaka Demus)
- 1995: Just Reality / Best Baby Father (2 CDs)
- 1995: Caan Dun – The Best of Shabba
- 1998: Get Up Stand Up
- 1998: King of Dancehall
- 1999: Shabba Ranks and Friends
- 2001: Greatest Hits
- 2010: Reggae Legends (Box mit 4 CDs)

### Singles
| Jahr | Titel Album                      | Höchstplatzierung, Gesamtwochen, AuszeichnungChartplatzierungen (Jahr, Titel, Album, Platzierungen, Wochen, Auszeichnungen, Anmerkungen) | Höchstplatzierung, Gesamtwochen, AuszeichnungChartplatzierungen (Jahr, Titel, Album, Platzierungen, Wochen, Auszeichnungen, Anmerkungen) | Höchstplatzierung, Gesamtwochen, AuszeichnungChartplatzierungen (Jahr, Titel, Album, Platzierungen, Wochen, Auszeichnungen, Anmerkungen) | Höchstplatzierung, Gesamtwochen, AuszeichnungChartplatzierungen (Jahr, Titel, Album, Platzierungen, Wochen, Auszeichnungen, Anmerkungen) | Anmerkungen                    |
| Jahr | Titel Album                      | DE | AT | UK | US | Anmerkungen                    |
| ---- | -------------------------------- | --- | --- | --- | --- | ------------------------------ |
| 1991 | Trailer Load a Girls –           | — | — | UK63 (2 Wo.)UK | — |                                |
| 1991 | Housecall X-Tra Naked            | — | — | UK8 (15 Wo.)UK | US37 (15 Wo.)US | feat. Maxi Priest              |
| 1992 | Mr. Loverman Rough & Ready Vol.1 | DE17 (24 Wo.)DE | AT22 (7 Wo.)AT | UK3 (18 Wo.)UK | US40 (19 Wo.)US |                                |
| 1992 | Slow and Sexy –                  | — | — | UK17 (7 Wo.)UK | US33 Gold · (19 Wo.)US | feat. Johnny Gill              |
| 1993 | What’cha Gonna Do –              | — | — | UK21 (4 Wo.)UK | — | feat. Queen Latifah            |
| 1993 | Family Affair –                  | — | — | UK18 (8 Wo.)UK | US84 (2 Wo.)US | feat. Patra und Terri & Monica |
| 1995 | Let’s Get It On A Mi Shabba      | — | — | UK22 (3 Wo.)UK | US81 (9 Wo.)US |                                |
| 1995 | Shine Eye Gal A Mi Shabba        | — | — | UK46 (2 Wo.)UK | — | feat. Mykal Rose               |

Weitere Singles
| - 1987: Original Fresh - 1987: Get Up Stand Up & Rock - 1987: Live Blanket - 1987: Love Punnany Bad - 1987: Peanie, Peani - 1987: Needle Eye Pum Pum - 1988: Who She Love (mit Home T und Cocoa Tea) - 1988: Pirates Anthem (mit Home T und Cocoa Tea) - 1988: Tell Me Which One (mit Home T und Cocoa Tea) - 1988: Stop Spreading Rumours (mit Home T und Cocoa Tea) - 1988: Be Good to Me (mit Rebel Princess und Cocoa Tea) - 1988: No Bother Dis - 1988: Deh Pon Me Mind - 1988: Twice My Age (mit Krystal) - 1988: Fanciness (mit Lady G) - 1988: Shock Out Yu Self (Flourgon & Shaba Ranking) - 1988: Can’t Do the Work - 1988: Tek Education - 1988: Halla for Buddy - 1988: Music Lover - 1989: Paid Down for It - 1989: Wicked in Bed - 1989: Unno Fi Move - 1989: Best Baby Father - 1989: Must Have Fe Learn - 1989: Real Real (mit Thriller U) - 1989: Girl Look Sweet (inkl. einer Version der Firehouse Crew) - 1989: Cool It Off - 1989: Roots & Culture - 1989: Just Reality - 1990: Don’t Test Me (mit Deborahe) - 1990: Teach Them Proper - 1990: Man Pan Consignment - 1990: Caan Dun - 1990: Steady Man (mit Krystal) - 1990: Private Property (mit Brian & Tony Gold) - 1990: Dem Bow - 1990: Hardcore Loving (mit JC Lodge) - 1990: Manhunt (mit Lovindeer) - 1990: 90% of Blanket - 1990: Mike McCallum - 1990: House Husband - 1990: Bridges Instead (feat. Bunny Ruggs) - 1990: Hard & Stiff - 1990: Young Girls Wine | - 1990: Golden Touch - 1991: Serious Time (mit Admiral Tibett und Ninjaman) - 1991: Your Body’s Here with Me (mit Home T und Cocoa Tea) - 1991: The Jam - 1991: Gal Yuh Good - 1991: Hood Top - 1992: Bed Room Bully - 1992: Ting a-Ling - 1992: Muscle Grip - 1992: Shine & Criss - 1993: Ram Dance Hall - 1995: Flag Flow High (mit Coco Tea) - 1995: House Mouse - 1995: Wuk a Man - 1995: God Bless - 1995: Who Calm the Lion - 1995: Think You Having It All - 1995: Think You Got It All - 1995: Satan - 1996: Heart of a Lion - 1996: Poor People - 1996: Increase the Peace - 1996: Want You Tonight (mit Lady Saw) - 1996: How Many Ways (mit Tanya Stephens) - 1997: Dem a Bawl (mit Morgan Heritage) - 1997: Don’t Follow Rumours (mit Carlton Livingston) - 1997: So Jah Say - 1997: More Problem - 1998: Come Wuk Mi Look - 1998: Money Lugzury - 1999: Bun Dem - 2000: Been There - 2000: Needle Eye Pum Pum - 2001: Show Dem How (mit Josie Wales) - 2001: Some Gal (mit Richie Stephens) - 2001: Time Is Dread (mit Co-Coa Tea) - 2002: Pullu Pum - 2002: Girls Business - 2002: God Wish You Well - 2003: Talk, Talk (Remix) (mit Lukie D) - 2005: When You’re Up - 2006: Love Punnany Bad (mit Vybz Kartel) - 2007: Clear the Air (mit Akon und Busta Rhymes) - 2012: Build Some Bridges Instead |

### Gastbeiträge
| Jahr | Titel Album     | Höchstplatzierung, Gesamtwochen, AuszeichnungChartplatzierungen (Jahr, Titel, Album, Platzierungen, Wochen, Auszeichnungen, Anmerkungen) | Höchstplatzierung, Gesamtwochen, AuszeichnungChartplatzierungen (Jahr, Titel, Album, Platzierungen, Wochen, Auszeichnungen, Anmerkungen) | Höchstplatzierung, Gesamtwochen, AuszeichnungChartplatzierungen (Jahr, Titel, Album, Platzierungen, Wochen, Auszeichnungen, Anmerkungen) | Höchstplatzierung, Gesamtwochen, AuszeichnungChartplatzierungen (Jahr, Titel, Album, Platzierungen, Wochen, Auszeichnungen, Anmerkungen) | Anmerkungen                        |
| Jahr | Titel Album     | DE | AT | UK | US | Anmerkungen                        |
| ---- | --------------- | --- | --- | --- | --- | ---------------------------------- |
| 1991 | She’s a Woman – | — | — | UK20 (7 Wo.)UK | — | Scritti Politti feat. Shabba Ranks |
| 1993 | I Was a King –  | DE98 (1 Wo.)DE | — | UK64 (1 Wo.)UK | — | Eddie Murphy feat. Shabba Ranks    |

Weitere Gastbeiträge
- 1991: Reality (Material feat. Shabba Ranks)
- 2009: Love You No More (Bob Sinclar feat. Shabba Ranks)
- 2011: Dukku Dukku (Remix) (Keith & Tex feat. Shabba Ranks)